# Todd Glass
Pour les articles homonymes, voir Glass.
Todd Steven Glass (né le 16 décembre 1964 à Philadelphie) est un humoriste américain.
Il est notamment connu pour ses spectacles de stand-up.